# Odontesthes nigricans
Odontesthes nigricans es una especie marina del género de peces Odontesthes, de la familia Atherinopsidae en el orden Atheriniformes. Habita en aguas del sur del Cono Sur de América del Sur, y es denominada comúnmente pejerrey de Malvinas o pejerrey macroptero. Posee una carne sabrosa, por lo que es buscado por los pescadores deportivos. Contrariamente a lo señala su apelativo específico, su coloración general es más bien despigmentada.  

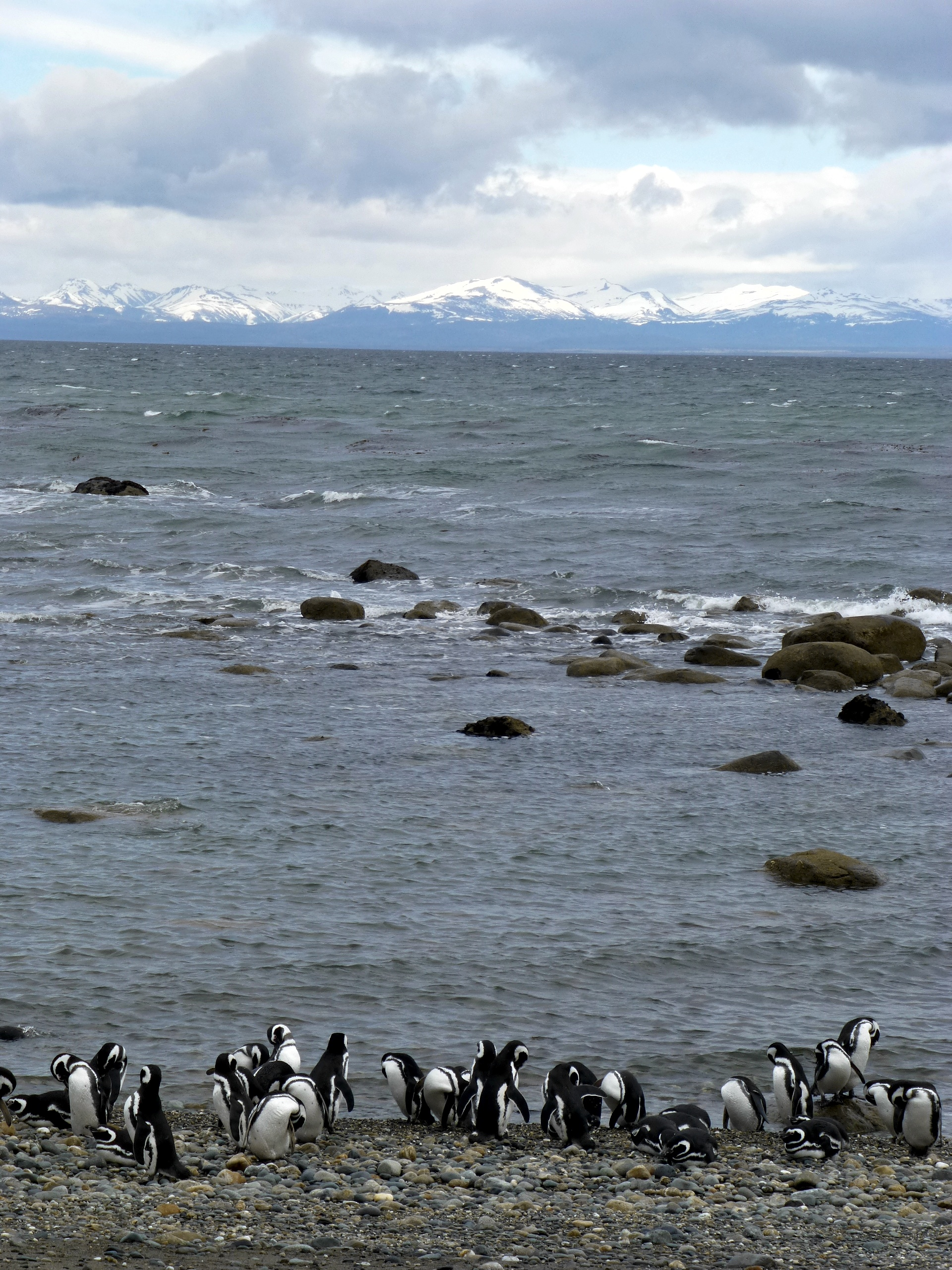
Estrecho de Magallanes, en el sur de Chile; ejemplo del hábitat de esta especie.

## Distribución y hábitat
Odontesthes nigricans habita en aguas marinas costeras, templadas a frías, del sector del océano Pacífico que baña las costas australes de Sudamérica en el sur de Chile hasta el cabo de Hornos, y la región del océano Atlántico sudoccidental denominada mar Argentino que bordea las riberas de la Patagonia argentina y las islas Malvinas, llegando por el norte hasta Orense, en el sudoeste de la provincia de Buenos Aires.
En las Malvinas penetra también en ambientes lóticos,  así como penetra en algunos cauces inferiores de ríos de la isla Grande de Tierra del Fuego.

## Taxonomía
Esta especie fue descrita originalmente en el año 1848 por el naturalista escocés John Richardson, bajo el nombre científico de Atherina nigricans.
Localidad tipo
La localidad tipo es: «islas Malvinas», mencionando también Río Gallegos y Estrecho de Magallanes.